# (24881) 1996 PQ2
(24881) 1996 PQ2 est un objet de la ceinture principale d'astéroïdes intérieure découvert en 1996.

## Description
(24881) 1996 PQ2 a été découvert le 10 août 1996 à l'observatoire du Haleakalā, un centre de recherche astronomique américain faisant partie de l'Institut d'astronomie de l'Université de Hawaï situé au sommet du volcan Haleakalā sur l'île de Maui, par le programme Near Earth Asteroid Tracking (NEAT).

### Caractéristiques orbitales
L'orbite de cet astéroïde est caractérisée par un demi-grand axe de 1,98 UA, un périhélie de 1,84 UA, une excentricité de 0,07 et une inclinaison de 16,72° par rapport à l'écliptique. Du fait de ces caractéristiques, à savoir un demi-grand axe inférieur à 2 UA et un périhélie supérieur à 1,666 UA, il est classé, selon la JPL Small-Body Database, objet de la ceinture principale d'astéroïdes intérieure.

### Caractéristiques physiques
(24881) 1996 PQ2 a une magnitude absolue (H) de 15,6 et un albédo estimé à 0,044.